# Área táctica de responsabilidad
Un área táctica de responsabilidad (TAOR)  es un área prescrita en un teatro de combate que ha sido asignada a un comandante de unidad que es responsable y tiene la autoridad para actuar sobre el desarrollo y mantenimiento de las instalaciones y la conducta. de operaciones tácticas, defensa de área, coordinación de apoyo y realización de patrullas. El TAOR puede ser tan grande como una división o tan pequeño como el tamaño de un pelotón.
Una división de infantería mecanizada moderna puede tener un TAOR de hasta 200 km de ancho de frente, y 120 kilómetros de profundidad.  En comparación, toda la Batalla de Waterloo se libró en un frente relativamente corto de 2+1/2 de milla (4 km).

## Citas y notas
1. ↑   Australian War Memorial Glossary of military abbreviations
2. ↑  National Defense, Sandra I. Erwin, Army’s Future Tactical Net Apt for High-Speed Combat, October 2001

- Datos: Q7674069